# 德揚·拉多尼奇

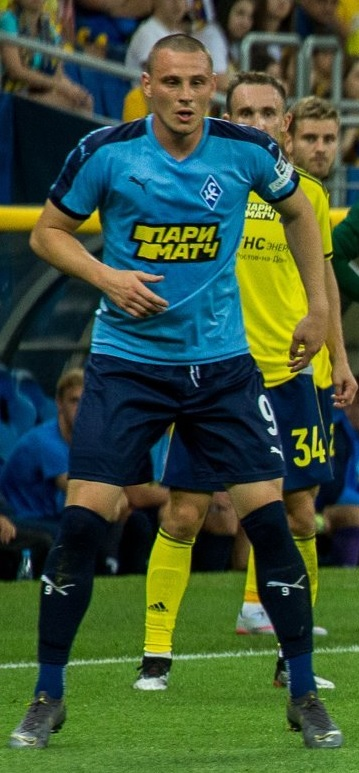
2019年8月

德揚·拉多尼奇（1990年7月23日—）是一位克羅地亞足球運動員。在場上的位置是前鋒。他現在效力中超球隊天津津门虎,曾效力於克羅地亞足球甲級聯賽球隊伊斯特拉足球俱樂部。他自薩格勒布迪納摩外借至伊斯特拉他也代表克羅地亞國家足球隊參賽。